# Blaise Diagne

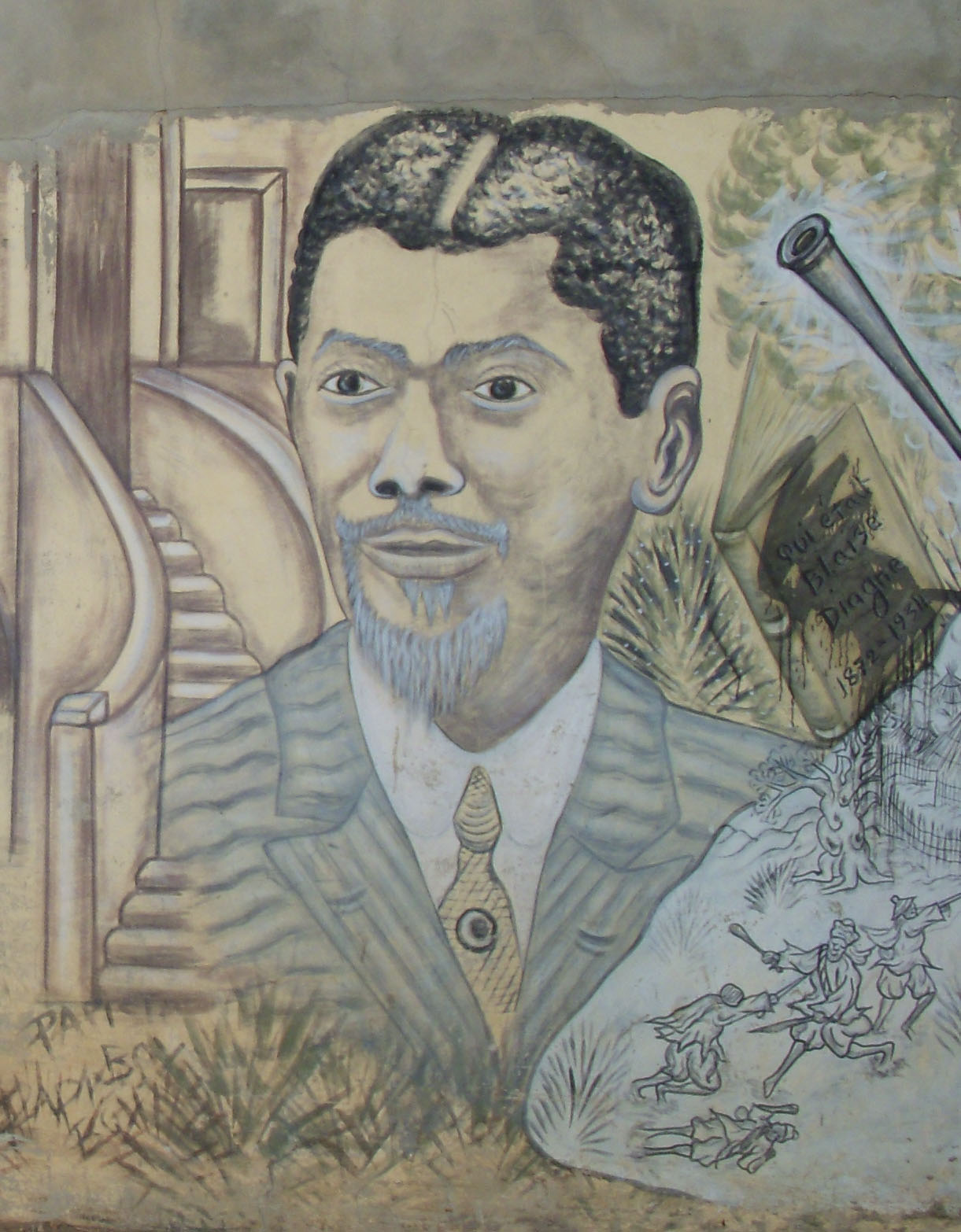
Blaise Diagne na naściennym malunku w Dakarze

Blaise Diagne (ur. 13 października 1872 na wyspie Gorée, zm. 11 maja 1934 w Cambo-les-Bains) - senegalski polityk, pierwszy czarnoskóry wybrany do francuskiego Zgromadzenia Narodowego, burmistrz Dakaru. Ukończył studia we Francji. W 1914 został po raz pierwszy wybrany do Zgromadzenia Narodowego, jako przedstawiciel Senegalu, wówczas kolonii francuskiej. W 1916 doprowadził do przyjęcia przez francuski parlament ustawy dającej pełne obywatelstwo francuskie mieszkańcom czterech gmin Senegalu: Dakaru, Gorée, Saint Louis i Rufisque. Podczas pierwszej wojny światowej z powodzeniem zajmował się rekrutacją ochotników z francuskich kolonii, walczących po stronie Francji na froncie zachodnim. W latach 1918–1920 pełnił funkcję Sekretarza Generalnego w Ministerstwie do spraw Kolonii, nadzorował personel wojskowy w koloniach oraz robotników z francuskich posiadłości w Afryce. W tym okresie reprezentował Francję w Międzynarodowej Organizacji Pracy. Oprócz tego w latach 1920-1934 zajmował stanowisko burmistrza Dakaru.